# Cars (игра)
Cars — гоночная компьютерная игра с открытым миром, выпущенная в 2006 году для Windows, а также для всех игровых приставок шестого и седьмого поколений, за исключением PlayStation 3. Wii-версия была одной из первых игр, выпущенных для этой видеоприставки. В оригинальном озвучивании консольных версий принял участие весь закадровый актёрский состав, задействованный в мультфильме. Действие игры происходит сразу же по окончании сюжетной линии первого мультфильма «Тачки». Основана на одноимённом мультипликационном фильме «Тачки» студии Pixar.

## Геймплей
Действие консольных версий игры, как и в оригинальном мультфильме, разворачивается в вымышленном городке Радиатор-Спрингс, сразу же после окончания событий в мультфильме. Игрок управляет протагонистом «Тачек» Молнией Маккуином и должен принять участие в 19 дорожных гонках, 8 мини-играх и 5 гонках на Кубок Поршня, чтобы помочь герою выиграть свой первый в жизни крупный гоночный трофей, коим является Кубок Большого Поршня.
Геймплей визуально копирует такие известные гоночные симуляторы, как Need for Speed, Grand Theft Auto и Midnight Club, и включает в себя ряд игровых персонажей из фильма, озвученных теми же самыми артистами. Кроме того, в игре также есть ряд мини-игр и предметов для сбора игроком. За пиктограммы с молниями игрок может впоследствии открывать новых персонажей, концепт-арты и видеоролики с участием машин. В качестве рекламных бонусных материалов игроку с самого начала доступны трейлеры мультфильма «Рататуй» и игры The Incredibles: Rise of the Underminer.
При сохранении и загрузке игры в консольных версиях управляемый игроком протагонист Молния Маккуин постоянно начинает свой путь из гостиничного конуса Салли (или же в другой нейтральной локации). Если же герой продолжительное время не управлялся игроком и стоял на одном и том же месте, он начинает выдавать свои фирменные фразы; во время обгонов и столкновений друг с другом персонажи также общаются и обмениваются фразами. Сами машины не подвергаются повреждениям, но при этом в режиме гонок на Кубок Большого поршня у игрока могут тратиться ресурсы автомобиля, в том числе и лопаться шины (их состояние на текущий момент в виде прогресс-бара отображается в правом нижнем углу видеокадра). При исчерпании лимита ресурсов герой может уйти с трассы на пит-стоп, а игрок — установить с помощью Гвидо новую шину, помыть машину и заполнить бензобак. В это время игрок управляет вилочным погрузчиком и должен нажимать на кнопки, показываемые на экране.
В мини-играх в режиме истории игрок имеет возможность собирать разбросанные по локациям открытки для сувенирной лавки Лиззи, пугать трактора по ночам и усыплять бдительность комбайна Фрэнка с Мэтром, спасать несчастные шины вместе с Луиджи и ловить нарушителей закона под руководством Шерифа.
В версии PSP действие игры происходит между событиями фильма и событиями консольных версий. Игрок должен принять участие в 13 гонках, а также в 5 гонках, предоставляемых своеобразными «боссами», чтобы помочь всё тому же Молнии Маккуину выгнать команду Чико Хикса (главного оппонента протагониста в первой части мультфильма) из Радиатор-Спрингс.

## Сюжет
Игра начинается с видеоролика, в котором Молния Маккуин мечтает о собственном участии в уличных гонках в Радиатор-Спрингс, по ходу сна в одном из номеров конусного мотеля Салли. Внезапно героя будит управляющая мотелем (Салли Каррера), которая сообщает ему, что Док Хадсон ждёт его у Большого Бугра, а также то, что группа посетителей прибыла в городок с целью поучаствовать в автогонках против Маккуина. Кроме того, трейлер и друг Молнии Мак читает ему лекцию о том, как в условиях жизни в Радиатор-Спрингс он может получить практику для предстоящего сезона Кубка Большого поршня.
Док Хадсон учит Молнию кататься на пауэрслайде в пустыне и сразу же после этого вызывает его на гонку. После их соревнования оба замечают, что Чико Хикс по-партизански наблюдал за ними издалека и затем ретировался с места действий, что вызывает некие подозрения у Маккуина и Дока. Первая гонка Кубка Поршня в этом сезоне проходит на скоростной трассе Палм-Майл, где соперничество Молнии и Чико становится более нервным, чем когда-либо прежде, в связи с тем, что ещё в конце прошлого сезона многолетний победитель Кубка Кинг ушёл на пенсию, в том числе и после полученной травмы.
После первого этапа Молния возвращается в Радиатор-Спрингс, где Филлмор снабжает его новым органическим топливом, которое даёт Молнии возможность ускоряться. Затем Маккуин участвует в внедорожных тренировках с Сержантом, после окончания которых он и Мак отправляются на автостраду Юга, где Молния добивается ещё одной победы. С этого этапа Маккуин возвращается в Радиатор-Спрингс ночью, где Мэтр учит его ездить задним ходом, а Шериф бросает ему вызов на гонку, которая знакомит его с ранее недоступным игроку локусом Орнамент-Вэлли, расположенным к востоку от Радиатор-Спрингс. Когда Молния приезжает туда некоторое время спустя, он находит там Мэтра, практикующегося в преддверии состязаний со своими двоюродными братьями. Мэтр выигрывает гонку и получает в качестве приза усовершенствованный бензобак, который он отдаёт Молнии. Вскоре после этого Молния встречает группу гоночных автомобилей из Квинса, штат Нью-Йорк (Винса, Сонни, Лении и Барри), которые соревнуются в тренировочных гонках с ним. По окончании этих гонок протагонист отправляется на Международную гоночную трассу Сан-Вэлли, чтобы одержать свою следующую победу в Кубке Большого поршня.
Поскольку соперничество между Маккуином и Хиксом становится всё напряжённее и сильнее, Маккуин старается практиковаться ещё интенсивнее и участвовать в большем количестве гонок со своими друзьями. Одной из таковых стала гонка до некогда заброшенного мотеля Wheel Well в Тэлфин-Пасс с Салли (эпизод копирует аналогичный из мультфильма). С этого момента Молния начинает исследовать третий ранее закрытый в игре локус недалеко от Радиатор-Спрингс (коим является Тэлфин-Пасс), но сталкивается с неприятностями, когда обнаруживает, что некоторые отмороженные дорожные хулиганы (Сморкач, Винтец, Поршняк и Ди-Джей) преграждают ему дорогу. Конфликт частично разрешается гонкой против них по заброшенной шахте, за победу в которой Молния получает в награду третий и последний усовершенствованный бензобак. Однако, когда четверо нарушителей правопорядка убегают с места происшествия, они сообщают Маккуину, что их конфликт ещё не полностью урегулирован. Молния также участвует в других дорожных гонках, в том числе и в гонке «Безумие монстров» вместе с монстр-траками на больших колёсах, против Графа Жракулы и его друзей на стадионе Rustbucket (англ. ржавое ведро).
Когда Молния снова встречается с бандой автохулиганов на заправочной станции в Орнамент-Вэлли, он находит рядом с ними своего главного оппонента Чико Хикса, и после дорожной гонки Молния игриво дразнит его. Когда Маккуин начинает уходить и говорить Чико, что увидит его на стадионе, Хикс сердито отъезжает, делая попутно замечание о том, что Маккуин увидит его только в том случае, если он доберётся до спидвея. Эта фраза особенно настораживает главного героя.
Вскоре после этого отмороженные хулиганы работают вместе, начиная таранить Мака сзади, чтобы отобрать у него весь автомобильный ресурс Молнии, пока он едет по межштатной автомагистрали-40. Когда Мак сообщает об инциденте Шерифу, Маккуин наносит ответный удар, лично выезжая на шоссе и забирая все свои вещи обратно. Четыре машины, причастные к инциденту с тараном автомобильного трейлера, после этого были в полном составе доставлены на муниципальную штрафстоянку Радиатор-Спрингс, где они заявили, что были наняты Хиксом и выполняли его заказ на ослабление Молнии.
На международной скоростной трассе Смэшервилля Маккуин сталкивается с Хиксом с целью поговорить между собой по следам этого инцидента. Хикс при этом отрицает свою причастность. После победы над Чико Молния бросает ему вызов на соревнование из четырёх гонок, с дорожными гонками в Радиатор-Спрингс, Тэлфин-Пасс и Орнамент-Вэлли. Финальный раунд является заключительной гонкой сезона Кубка Большого поршня. Чико соглашается, и это событие освещается Дарреллом Картрипом по телевидению.
Молния побеждает Чико во всех трёх раундах и умудряется одержать ещё одну победу во время заключительной гонки на международном спидвее Лос-Анджелеса. Маккуин выигрывает Кубок Большого поршня, который он ставит на подоконник клиники Дока, на один стеллаж с его трофеями, выигранными в 1950-е годы и хранившимися ранее в его пыльном гараже.

## Режимы игры
На выбор игроку предоставляются три режима игры: «Приключения», «Гонки» и «Поединки». Режим «Приключения» включает в себя сюжетную линию, по которой продвигается главный герой Молния Маккуин, и, в свою очередь, подразделяется на два уровня сложности для разновозрастной игровой аудитории. Для подростков и взрослых разработчики предлагают режим игры «Тяжеловоз» (полная версия игры со всеми без исключения гонками, в главном меню обозначается пиктограммой с лицом трейлера Мака), для юных игроков предназначается режим «Легковушка» (обозначен пиктограммой с лицом итальянского автомеханика Луиджи), который значительно короче «взрослого» режима и проще для адаптации к нему юных игроков.
В режиме «Гонки» игрок получает эксклюзивную возможность принять участие в дорожных гонках и этапах Кубка Большого Поршня не только за Молнию Маккуина, но и за других героев, которых можно открывать по мере продвижения в режиме истории за собранные очки. Таковыми в геймплее считаются пиктограммы с изображением жёлтой или зелёной молнии на красном круге, разбросанные по всему городу, или же получаемые по ходу сюжетных гонок. Здесь же игрок имеет доступ и к мини-играм, но только к тем, которые уже были открыты в режиме истории. Аналогичным образом открываются и другие гонки по Радиатор-Спрингсу, а также этапы на Кубок Большого Поршня. В режиме «Поединки» все вышеозначенные гонки можно проходить совместно с другими игроками. Всего можно играть 4 людям на одном экране. При гонке экран разделён.
Режим истории является основным во всей игре. В остальных же игрок может состязаться с другими персонажами для удовольствия, а также опробовать управление другими персонажами, которыми нет возможности играть в основном режиме игры.

## Персонажи
Всего игроку доступны 13 персонажей, жителей вселенной мультфильма «Тачки». Среди них — Молния Маккуин, Салли, Мэтр, Док Хадсон, Шериф, Рамон, Фло, Чико Хикс, Винтец, Даррелл Картрип (постоянный телекомментатор гонок на Кубок Большого Поршня), Кинг, Молния Маккуин на больших колёсах и «Граф Жракула» (англ. Count Spatula; аналогичный персонаж на больших колёсах, разработанный специально для игры и не появлявшийся в мультфильме). Кроме оригинальной раскраски, игроку доступно на выбор несколько вариаций, разработанных также специально для игры, получаемых за имеющиеся у героя очки. Для этого ему достаточно доехать до дома боди-арта Рамона и выбрать одну из интересующих позиций.
Недоступны для управления игроком во время дорожных гонок, но появляются в качестве оппонентов на них, а также в качестве персонажей в режиме истории или непосредственных участников персональных мини-игр: Филлмор, Сержант, Луиджи, Гвидо, Мак, комбайн Фрэнк, трактора, Лиззи, Поршняк, Сморкач, Ди-Джей, Миа и Тиа, Эль Гуапо (гонщик, визуально напоминающий Чико Хикса) и др.
В режиме истории некоторых из упомянутых героев также можно встретить или у себя дома, или же в качестве прогуливающихся на трассе.

## Локализация
Локализацией версии для ПК в России занималась студия Snowball совместно с компанией «Новый Диск», которая привлекла к озвучанию всех тех же актёров, кто работал над местной локализацией одноимённого мультфильма. Озвучание проводилось на петербуржской студии «Невафильм» и московской RWS Records.
Версия PlayStation 2 официально полностью на русском языке никогда не издавалась, существовали только пиратские копии с переводом всего текста меню, имён персонажей (часть из которых была искажена) и субтитров и с сохранением оригинальной речи персонажей на английском языке. Легально в России для PlayStation 2 продавались только варианты игры с русифицированными коробкой и буклетом с руководством пользователя, где игровой процесс при этом был оставлен полностью на языке оригинала.

## Восприятие
| Сводный рейтинг | Сводный рейтинг | Сводный рейтинг | Сводный рейтинг | Сводный рейтинг | Сводный рейтинг | Сводный рейтинг | Сводный рейтинг | Сводный рейтинг |
| Издание         | Оценка          | Оценка          | Оценка          | Оценка          | Оценка          | Оценка          | Оценка          | Оценка          |
| Издание         | DS              | GC              | PC              | PS2             | PSP             | Wii             | Xbox            | Xbox 360        |
| --------------- | --------------- | --------------- | --------------- | --------------- | --------------- | --------------- | --------------- | --------------- |
| GameRankings    | 54,53 %         | 69,58 %         | 72,75 %         | 70,66 %         | 68,33 %         | 66,77 %         | 68,75 %         | 63,71 %         |

В целом игра получила преимущественно положительные отзывы со стороны рецензентов. Игровой интернет-портал GameSpot дал 7,0 из 10 для версий Xbox 360 и Wii, 7,6 из 10 для версий GameCube и Xbox и 7,4 из 10 для версии PSP. Metacritic дал 65 из 100 для версии Wii, 54 из 100 для версии DS, 73 из 100 для версии PC, 71 из 100 для версии PlayStation 2, 70 из 100 для версии PSP, столько же — версии Xbox и 65 из 100 — для Xbox 360-версии.
Версии игр для PlayStation 2 и Nintendo DS получили «платиновую» награду за продажи от Ассоциации издателей развлекательного и развлекательного программного обеспечения (ELSPA), что указывает на численность продажи с показателем не менее 300 000 копий каждой версии в Великобритании. В общей сложности, по состоянию на май 2007 года было продано более 8 миллионов копий игры.
Версия игры для GBA была названа рецензентами самой худшей из всех выпущенных (Metacritic поставил ей 50/100) из-за её невероятно короткой длины, отсутствия многопользовательского режима и крайне примитивного игрового процесса.